# Het olifantenfeest
Het olifantenfeest is een Nederlandstalige jeugdroman, geschreven door Paul Biegel en uitgegeven in 1973 bij Uitgeverij Holland in Haarlem. De eerste editie werd geïllustreerd door Babs van Wely. In 1973 werd het werk bekroond met de Zilveren Griffel, op de Gouden Griffel na de hoogste prijs binnen de Nederlandse jeugdliteratuur.

## Inhoud
Het boek, geschreven voor kinderen vanaf 5 jaar, is een verzameling korte verhalen over verschillende onderwerpen, waaronder dieren en mythische wezens. Elk verhaal wordt gekenmerkt door een hoge mate van fantasie.